# Miyuki Ishikawa
Miyuki Ishikawa (石川 ミユキ?; Miyazaki, 5 febbraio 1897 – 30 maggio 1987) è stata una serial killer giapponese conosciuta anche come Oni-Sanba, (l'ostetrica demone).
Durante il periodo della seconda guerra mondiale ha ucciso un numero compreso tra gli 85 e i 169 neonati di un ospedale. La stima generale che le autorità hanno espresso è di almeno 103 omicidi.

## L'Ostetrica Demone

### Origini
Miyuki Ishikawa nacque a Miyazaki nel 1897. Alla fine dei suoi studi si laureò all'università di Tokyo. In seguito si sposò con un uomo chiamato Takeshi Ishikawa, da cui non ebbe mai figli. Successivamente iniziò a lavorare come direttrice e ostetrica nell'ospedale/centro di maternità di Kotobuki (寿 产 院).

### Omicidi
Ishikawa col passare del tempo si accorse che i genitori dei neonati erano gente molto povera che non avrebbe potuto crescere al meglio i propri figli. Preoccupata di ciò si rivolse a enti di assistenza per chiedere loro se potessero in qualche modo aiutare quelle famiglie disagiate, ma tutti gli enti declinarono le sue domande; allora pensò di fare del bene a queste famiglie uccidendo loro il figlio, in modo che non avessero problemi di alcun tipo. Così iniziò a far morire i neonati dell'ospedale.
Tutti gli omicidi avvennero in un arco di tempo compreso tra la metà del 1944 e l'inizio del 1948. Per tutto questo tempo quasi nessuno sospettò di Miyuki, cosa che le facilitò molto le uccisioni.
Anche le forze dell'ordine del reparto di Shinjuku non presero seriamente la situazione. Ishikawa ebbe anche la complicità di un medico, Shiro Nakayama, e del suo assistente Masako Kishi, che la aiutarono più volte a falsificare i certificati di morte. Ishikawa, dopo diverse uccisioni tentò anche di ottenere dei pagamenti dagli omicidi, chiedendo ai genitori se, in cambio della morte del loro neonato gli potessero dare dai 4000 ai 5000 yen, una cifra che lei riteneva inferiore alla spesa effettiva di crescita di questi “fardelli inutili” (come lei li reputava). Infine anche il marito Takeshi Ishikawa divenne suo complice e iniziò a partecipare alle uccisioni. Le vittime complessivamente furono molte più di un centinaio.

## Arresto
Solo dopo molto tempo Miyuki Ishikawa fu sospettata per lo strano incremento del tasso di mortalità infantile nell'area. Fu quindi arrestata da due agenti con il marito Takeshi il 15 gennaio del 1948, mentre i due si trovavano alla stazione di Waseda. Il suo arresto fece finalmente interrompere la catena di omicidi. La polizia le attribuì 169 omicidi premeditati; gli agenti, facendo l'autopsia a decine di salme sequestrate dalle pompe funebri, rinvennero evidenti segni di deperimento fisico, quali totale assenza di cibo e latte nello stomaco, spesso accompagnate da una polmonite; le loro morti erano quindi evidentemente intenzionali. Gli inquirenti ne accertarono 85 ma, ritenendo la cifra troppo scarsa se paragonata agli omicidi di cui era fortemente sospettata la Ishikawa, ne fecero la media, alzandoli a 103 circa. Il caso fece subito molto scalpore.

### Processo
Nel tribunale distrettuale di Tokyo Miyuki Ishikawa fu ritenuta colpevole degli omicidi; Takeshi e il dottor Shiro Nakayama furono giudicati colpevoli, nel ruolo di complici. Miyuki difese le sue azioni dicendo che i veri colpevoli erano i genitori irresponsabili, e il pubblico fu anche parzialmente d'accordo con tale affermazione. A causa di un grave vuoto giuridico di allora (criticato anche dalla scrittrice Miyamoto Yuriko) gli imputati non vennero condannati a morte, ma rispettivamente a 8 e 4 anni di carcere; dopo che nel 1952 fecero appello contro la pena, gli anni di carcere di Ishikawa furono ridotti a 4 e quelli di Takeshi e Nakayama a 2. Da allora di loro non si seppe più nulla.

### Conseguenze
La conseguenza maggiore fu la sensibilizzazione del governo Giapponese circa la legalizzazione dell'aborto: il 24 giugno del 1949 l'aborto per motivi legati all'economia fu legalizzato. Questa sensibilizzazione fu inoltre alimentata da un aumento delle nascite avvenuto nel 1948 e generalmente ritenuto “indesiderato”.

## Casi analoghi
Quello della Ishikawa non fu il primo caso di infanticidio di massa: ad esempio nel 1930 a Itabashi alcune persone furono accusate di aver ucciso 41 bambini in affido. Un altro caso riguarda Hatsutaro Kawamata, arrestato nel 1933 per aver ucciso almeno 25 bambini in affidamento.